# Dotawo
Dotawo fou un regne del Sud de Núbia, que va sorgir vers l'any 900, en circumstàncies desconegudes. Sembla que el seu territori estava abans sota sobirania del rei d'Aloa. El regne no va ser ocupat per Makuria, que en canvi va ocupar Aloa al segle x, i va enfrontar ocasionalment als mamelucs egipcis. Fou ocupat pels Funj de Sennar el 1504. La seva capital fou Dau o Djebel Adda.

## Llista de reis
- Desconeguts v. 900-v. 1144
- Moisès Jordi v. 1144
- Basili v. 1199
- David v. 1250
- Jordi Simó v. 1287
- Saba-Nol v. 1327
- Siti v. 1334
- Nasr v. 1397
- Eltei v. 1410
- Siti v. 1430
- Qudlaniel v. 1460
- Djoel v. 1484
- A Sennar després de 1504